# Locomotiva 2-6-2

Diagrama do arranjo de rodas 2-6-2.

Uma locomotiva 2-6-2 possui, de acordo com a Classificação Whyte para locomotivas a vapor, um arranjo de rodas consistindo de duas rodas guia em um eixo sem tração, seguidas de seis rodas motrizes, em três eixos, e duas rodas portantes, em um eixo posterior.

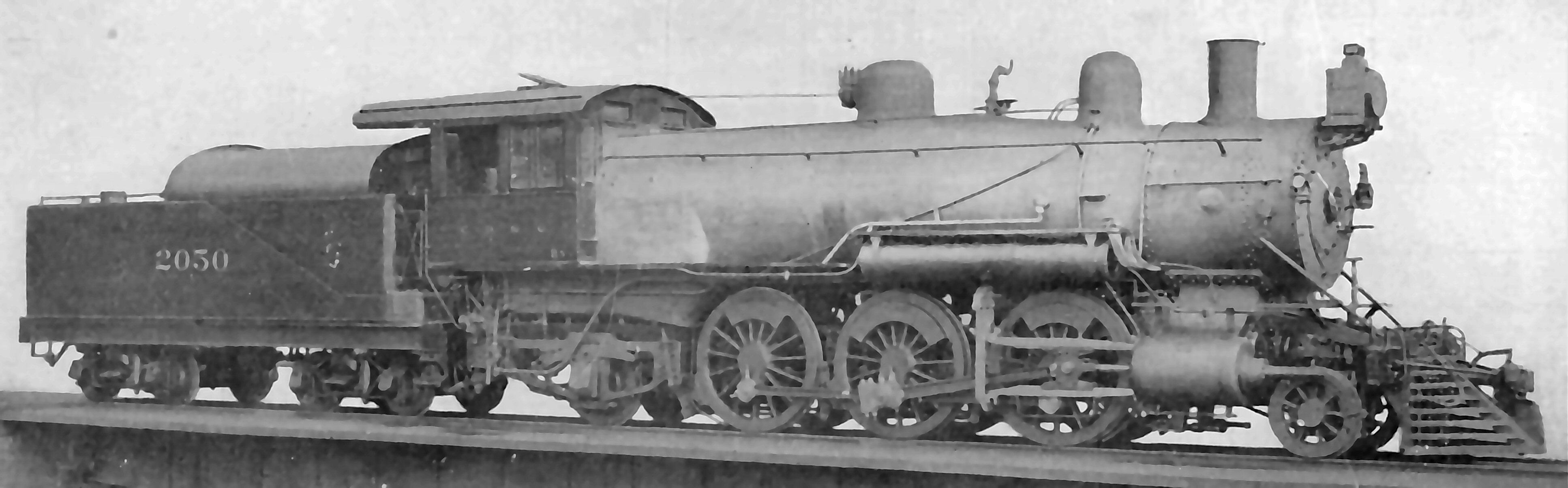
Locomotiva Baldwin 2-6-2, “Prairie".

As locomotivas com arranjo 2-6-2, foram planejadas para atender as linhas que cruzavam as pradarias do meio-oeste americano, daí o nome “Prairie”, pelo qual ficaram conhecidas. Seu sucesso foi parcial, sendo mais de 1.500 construídas.

## Outras classificações
Outros sistemas de classificação representam o arranjo 2-6-2 com as seguintes notações:
- Classificação alemã: 1C1
- Classificação francesa: 1-3-1